# 도시이에와 마쓰~가가 백만석 이야기~
《도시이에와 마쓰~가가 백만석 이야기~》(일본어: 利家とまつ〜加賀百万石物語〜 토시이에 토 마츠 카가 햐쿠만센고쿠 모노가타리[*])는 NHK 방송국에서 2002년 1월 6일부터 12월 15일까지 방영된 대하드라마의 41번째 작품이다. 대한민국에서는 채널J에서 《무인 도시이에》라는 제목으로 방영되었다.

## 작품의 개요
이 작품은 오다 노부나가, 도요토미 히데요시를 떠받들어서 가가번 번주 마에다 가문(前田氏)의 시조가 된 마에다 도시이에와 그의 현숙(賢淑)한 부인으로 알려진 정실 마쓰(호슌인)를 주인공으로 전국시대 인물의 군상이 묘사된 드라마로서, 1996년의 대하드라마 《히데요시》이래 전국시대 후반기를 배경으로 한 작품이다. 가라사와 도시아키는 1989년에 방영된 《카스가노 츠보네》이래 13년만에 다시 출연하였고, 마쓰역을 맡은 마쓰시마 나나코는 대하드라마에 처음으로 출연하였다. 원작자 겸 각본가인 타케야마 히로시는 《히데요시》이래 6년 만에 대하드라마의 각본을 담당하였다.

## 줄거리
오다 노부나가의 가신중에서 '창의 마타자에몬'이라 일컬어지는 창술의 명인으로서, 마에다 토시마사의 네째 아들인 마에다 마타자에몬 토시이에(아명은 이누치요)는 아버지의 반대를 무릅쓰고 노부나가를 섬긴다. 그는 이노 전투에서 공을 세워서 노부나가의 친위대에서 우두머리가 된다. 그러나 노부나가의 도보(同朋)였던 승려 쥬아미를 살해하여 노부나가로부터 주종관계가 끊어진다. 2년간의 방랑 끝에 미노의 맹장인 아다치 로쿠베를 무찌르고 돌아와 노부나가를 다시 섬기지만, 출세 경쟁에서는 히데요시나 아케치 미쓰히데 등에 뒤떨어진다. 토시이에는 시즈가타케 전투에서는 시바타 가쓰이에의 편에 있었지만 히데요시의 신뢰가 두터웠으므로 이후 그는 히데요시의 신하가 된 도요토미 정권에서 중신으로 활약한다. 히데요시가 사망한 후에 토시이에는 각 파벌간의 중재역을 맡지만 곧바로 병으로 사망한다. 그리고 때는 도쿠가와 이에야스의 시대로 접어들게 되었다.

## 등장인물

### 마에다 가문
- 마에다 도시이에 ; 카라사와 토시아키
- 마쓰 ; 마츠시마 나나코 (유년기 ; 노구치 미카)
- 마에다 도시나가 ; 이토 히데아키
- 마에다 도시하루 ; 스가와라 분타
- 다쓰(쵸레이인) ; 카가 마리코
- 마에다 도시히사 ; 미우라 토모카즈
- 쓰네 ; 나토리 유코
- 마에다 게이지로 ; 오이카와 미츠히로(소년기 ; 무라카미 유타)
- 마에다 토시하루 ; 후카와 토시카즈
- 마에다 야스카쓰 ; 야마니시 아츠시
- 사와키 요시유키 ; 다케노우치 유타카
- 유 ; 하다 미치코
- 시노하라 카즈에 ; 시모모토 시로
- 다케노 ; 오오모리 아케미

### 오다 가문
- 오다 노부나가 ; 소리마치 다카시
- 노히메 ; 이시도 나츠오
- 기쓰노 ; 모리구치 요코
- 도다고젠 ; 다카바야시 유키코
- 오다 노부유키 ; 오오모리 다카히토
- 하야시 히데사다 ; 야마모토 신야
- 사쿠마 노리모리 ; 타나카 겐
- 시바타 가쓰이에 ; 마츠다이라 켄
- 이치 ; 타나카 미사토

### 도요토미 가문
- 도요토미 히데요시 ; 카가와 테루유키
- 기타노만도코로 ; 사카이 노리코

### 삿사 가문
- 삿사 나리마사 ; 야마구치 유이치로
- 하루 ; 아마미 유키
- 후쿠 ; 이케우치 준코
- 이구치 타로자에몬 ; 탄바 테츠로

### 도쿠가와 가문
- 도쿠가와 이에야스 ; 타카시마 마사히로
- 혼다 마사노부 ; 타카네 토오루

### 그 외의 인물
- 아시카가 요시아키: 모로 모로오카
- 아자이 나가마사: 카츠라야마 신고
- 이마가와 요시모토: 사사키 무쓰미
- 아라키 무라시게: 사와 다카시
- 센노 리큐: 후루야 잇코

### 가공의 인물
- 우메: 아카기 하루에

## 제작진
- 원작, 각본 겸 자막제작 ; 다케야마 히로시
- 음악 ; 와타나베 도시유키
- 주제음악 ; NHK 교향악단, 오케스트라 앙상블 가나자와(지휘자 ; 이와키 히로유키)
- 시대고증 ; 미키 세이이치로
- 풍속고증 ; 후타키 겐이치
- 건축고증 ; 히라이 기요시
- 의상고증 ; 고이즈미 기요코
- 촬영협조 ; 이시카와현, 이시카와 현 가나자와시
- 연출 ; 사토 미네요(佐藤峰世), 다무라 후미타카(田村文孝), 스즈키 게이(鈴木圭), 이세다 마사야(伊勢田雅也), 모토키 가즈히로(本木一博). 이노우에 츠요시(井上剛), 츠치야 카츠히로(土屋勝裕), 가지와라 도키(梶原登城)

## 방영일정과 시청률
- 제1회와 최종회는 1시간 확대판임.
- 제22회의 방영시간대는 20:30～21:15.
- 6월 30일에는 2002년 한일공동 월드컵의 결승전이 열려서 방영되지 못하였다.
- 평균시청률 ; 22.1%（출처 ; 간토지방 비디오 리서치조사)
- 국내방영 ; 채널J(《무인 도시이에(武人利家)》로 제목변경)

| 회수           | 방영날짜  | 부 제                           | 연 출           | 시청률 |
| -------------- | --------- | ------------------------------- | --------------- | ------ |
| 제1회          | 1월 6일   | 약혼                            | 사토 미네요     | 26.1%  |
| 제2회          | 1월 13일  | 비녀베기                        | 사토 미네요     | 25.1%  |
| 제3회          | 1월 20일  | 출진정지                        | 사토 미네요     | 27.6%  |
| 제4회          | 1월 27일  | 오케하자마(桶狭間)의 기적       | 사토 미네요     | 27.5%  |
| 제5회          | 2월 3일   | 마츠의 큰소리                   | 스즈키 게이     | 24.8%  |
| 제6회          | 2월 10일  | 혼례날의 축사                   | 스즈키 게이     | 22.8%  |
| 제7회          | 2월 17일  | 출세경쟁개시!                   | 이세다 마사야   | 23.3%  |
| 제8회          | 2월 24일  | 원숭이는 천재다?                | 스즈키 게이     | 25.7%  |
| 제9회          | 3월 3일   | 아케치 증후군                   | 사토 미네요     | 24.3%  |
| 제10회         | 3월 10일  | 아내에게 주는 명주옷            | 사토 미네요     | 24.6%  |
| 제11회         | 3월 17일  | 대결! 형과 아우                 | 스즈키 게이     | 26.4%  |
| 제12회         | 3월 24일  | 지향하라! 백만석                | 스즈키 게이     | 23.2%  |
| 제13회         | 3월 31일  | 마쓰의 성                       | 모토키 가즈히로 | 21.1%  |
| 제14회         | 4월 7일   | 히예산의 아기                   | 모토키 가즈히로 | 20.5%  |
| 제15회         | 4월 14일  | 요시유키, 미카타가하라에서 죽다 | 사토 미네요     | 21.7%  |
| 제16회         | 4월 21일  | 오네의 아들과 고히메            | 이세다 마사야   | 26.7%  |
| 제17회         | 4월 28일  | 토시이에, 다이묘로 출세하다     | 모토키 가즈히로 | 20.0%  |
| 제18회         | 5월 5일   | 越前府中入城                    | 사토 미네요     | 21.1%  |
| 제19회         | 5월 12일  | 비밀동맹                        | 사토 미네요     | 21.8%  |
| 제20회         | 5월 19일  | 幸の婿どの                      | 이세다 마사야   | 21.4%  |
| 제21회         | 5월 26일  | 도시카쓰의 첫출전               | 이세다 마사야   | 23.1%  |
| 제22회         | 6월 2일   | 여장군(女將軍)                  | 모토키 가즈히로 | 23.2%  |
| 제23회         | 6월 9일   | 고히메의 어머니                 | 모토키 가즈히로 | 13.3%  |
| 제24회         | 6월 16일  | 붉은 별                         | 이노우에 쓰요시 | 15.9%  |
| 제25회         | 6월 23일  | 미쓰히데의 비극                 | 사토 미네요     | 24.0%  |
| 제26회         | 7월 7일   | 혼노사(本能寺)의 변             | 사토 미네요     | 23.9%  |
| 제27회         | 7월 14일  | 부부의 결심                     | 다무라 후미타카 | 24.2%  |
| 제28회         | 7월 21일  | 清須犬猿合戦                    | 다무라 후미타카 | 20.7%  |
| 제29회         | 7월 28일  | 인질 마아히메                   | 이세다 마사야   | 20.3%  |
| 제30회         | 8월 4일   | 男泣き! 柴田勝家                | 모토키 가즈히로 | 19.7%  |
| 제31회         | 8월 11일  | 시즈가타케(賤ヶ岳)의 부부       | 모토키 가즈히로 | 20.3%  |
| 제32회         | 8월 18일  | 화염 속 가쓰이에와 이치         | 사토 미네요     | 20.4%  |
| 제33회         | 8월 25일  | 가나자와 입성                   | 다무라 후미타카 | 20.2%  |
| 제34회         | 9월 1일   | 헤어짐의 黒百合                 | 이세다 마사야   | 20.2%  |
| 제35회         | 9월 8일   | 스에모리성의 결전               | 모토키 가즈히로 | 20.4%  |
| 제36회         | 9월 15일  | さらさら越え                    | 가지와라 도키   | 18.8%  |
| 제37회         | 9월 22일  | 진실한 남자란                   | 사토 미네요     | 20.2%  |
| 제38회         | 9월 29일  | 화의(花衣)                      | 다무라 후미타카 | 19.4%  |
| 제39회         | 10월 6일  | 나리마사 할복                   | 이세다 마사야   | 20.1%  |
| 제40회         | 10월 13일 | 무서운 요도도노                 | 모토키 가즈히로 | 19.8%  |
| 제41회         | 10월 20일 | 오다와라 공격                   | 사토 미네요     | 23.4%  |
| 제42회         | 10월 27일 | 리큐 할복                       | 이세다 마사야   | 18.9%  |
| 제43회         | 11월 3일  | 오만도코로의 유언               | 이노우에 쓰요시 | 20.2%  |
| 제44회         | 11월 10일 | 사루치요의 출생                 | 다무라 후미타카 | 20.4%  |
| 제45회         | 11월 17일 | 토시이에 관직거부               | 사토 미네요     | 22.9%  |
| 제46회         | 11월 24일 | 부자의 이름을 고함              | 모토키 가즈히로 | 22.1%  |
| 제47회         | 12월 1일  | 히데요시 죽다                   | 츠지야 가쓰히로 | 22.6%  |
| 제48회         | 12월 8일  | 이에야스 암살                   | 이세다 마사야   | 22.8%  |
| 제49회(최종회) | 12월 15일 | 영원한 사랑                     | 사토 미네요     | 25.0%  |